# مقاطعة جيفيرسون (ميزوري)
مقاطعة جيفيرسون (بالإنجليزية: Jefferson County)‏ هي إحدى المقاطعات في ولاية ميزوري في الولايات المتحدة الأمريكية.

## أعلام
- باول فيلاند